# South Connellsville
South Connellsville es un borough ubicado en el condado de Fayette en el estado estadounidense de Pensilvania. En el año 2000 tenía una población de 2,281 habitantes y una densidad poblacional de 523 personas por km².

## Geografía
South Connellsville se encuentra ubicado en las coordenadas 39°59′53″N 79°35′10″O / 39.99806, -79.58611

## Demografía
Según la Oficina del Censo en 2000 los ingresos medios por hogar en la localidad eran de $33,750 y los ingresos medios por familia eran $36,113. Los hombres tenían unos ingresos medios de $31,636 frente a los $17,415 para las mujeres. La renta per cápita para la localidad era de $15,261. Alrededor del 12.2% de la población estaba por debajo del umbral de pobreza.